# Leniec

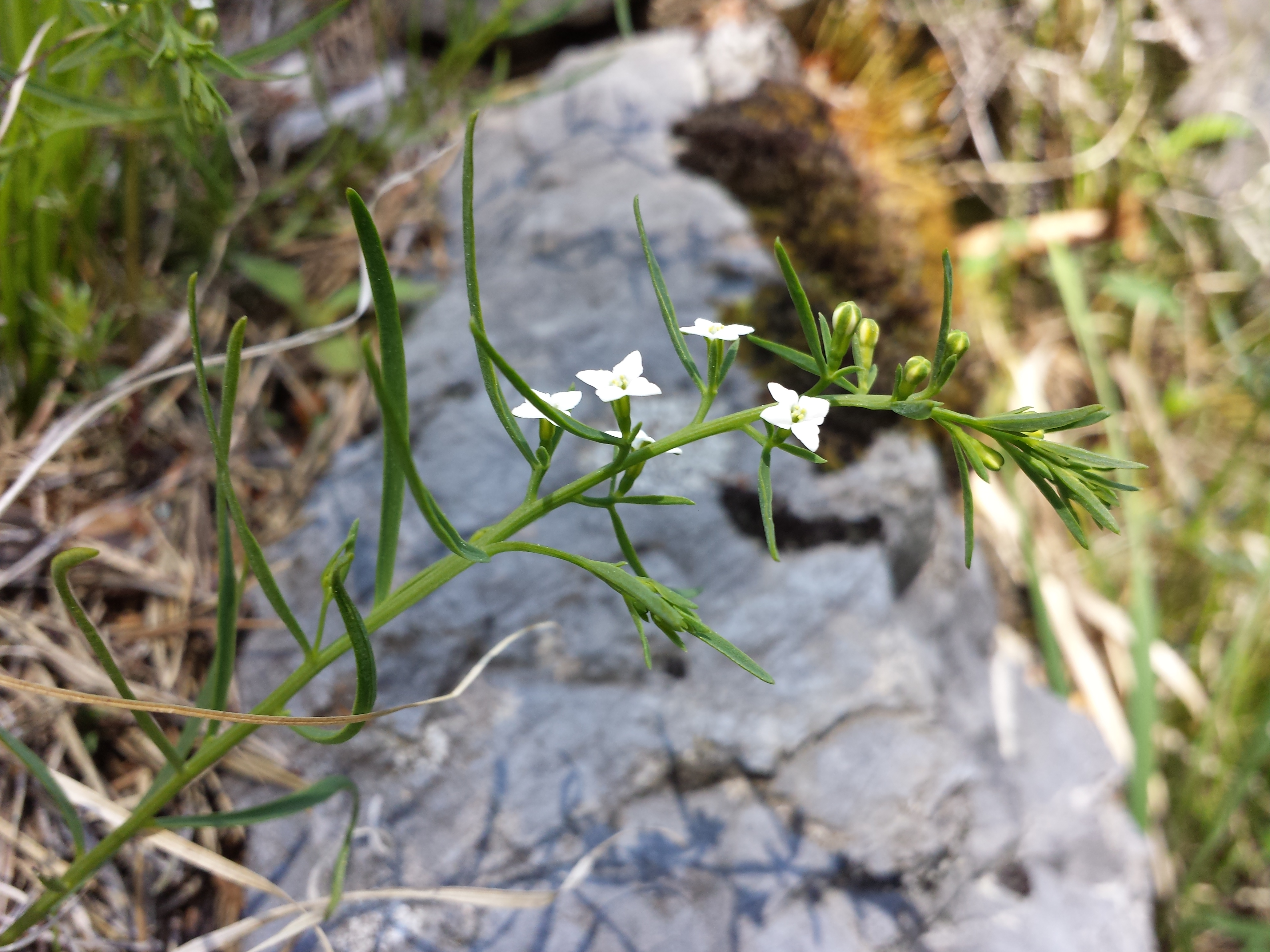
Leniec alpejski

Leniec (Thesium L.) – rodzaj roślin należący do rodziny sandałowcowatych (Santalaceae). Obejmuje ok. 340 gatunków, występujących w Europie, Azji, Afryce i Ameryce Południowej. W Polsce rosły cztery gatunki (jeden wymarł). Rośliny te są półpasożytami korzeniowymi traw. Thesium humile bywa, że na Bliskim  Wschodzie powoduje straty w uprawach jęczmienia.
Nazwa rodzaju utworzona została z greckiego słowa thes, oznaczającego sługę i odnosi się do niepozornego wyglądu roślin.

## Rozmieszczenie geograficzne
Centrum zróżnicowania rodzaju stanowi tropikalna i południowa Afryka, do której ograniczone są zasięgi trzech podrodzajów (Hagnothesium, Discothesium i Frisea). Gatunki z podrodzaju Psilothesium występują w tropikalnej Afryce oraz w Ameryce Południowej, zaś podrodzaj Thesium rozprzestrzeniony jest w Eurazji. W Europie rośnie 25 gatunków.
Gatunki flory Polski
- leniec alpejski Thesium alpinum L.
- leniec bezpodkwiatkowy Thesium ebracteatum Hayne
- leniec łąkowy Thesium pyrenaicum Pourr. – gatunek w Polsce wymarły
- leniec pospolity Thesium linophyllon L.

## Systematyka
Pozycja systematyczna

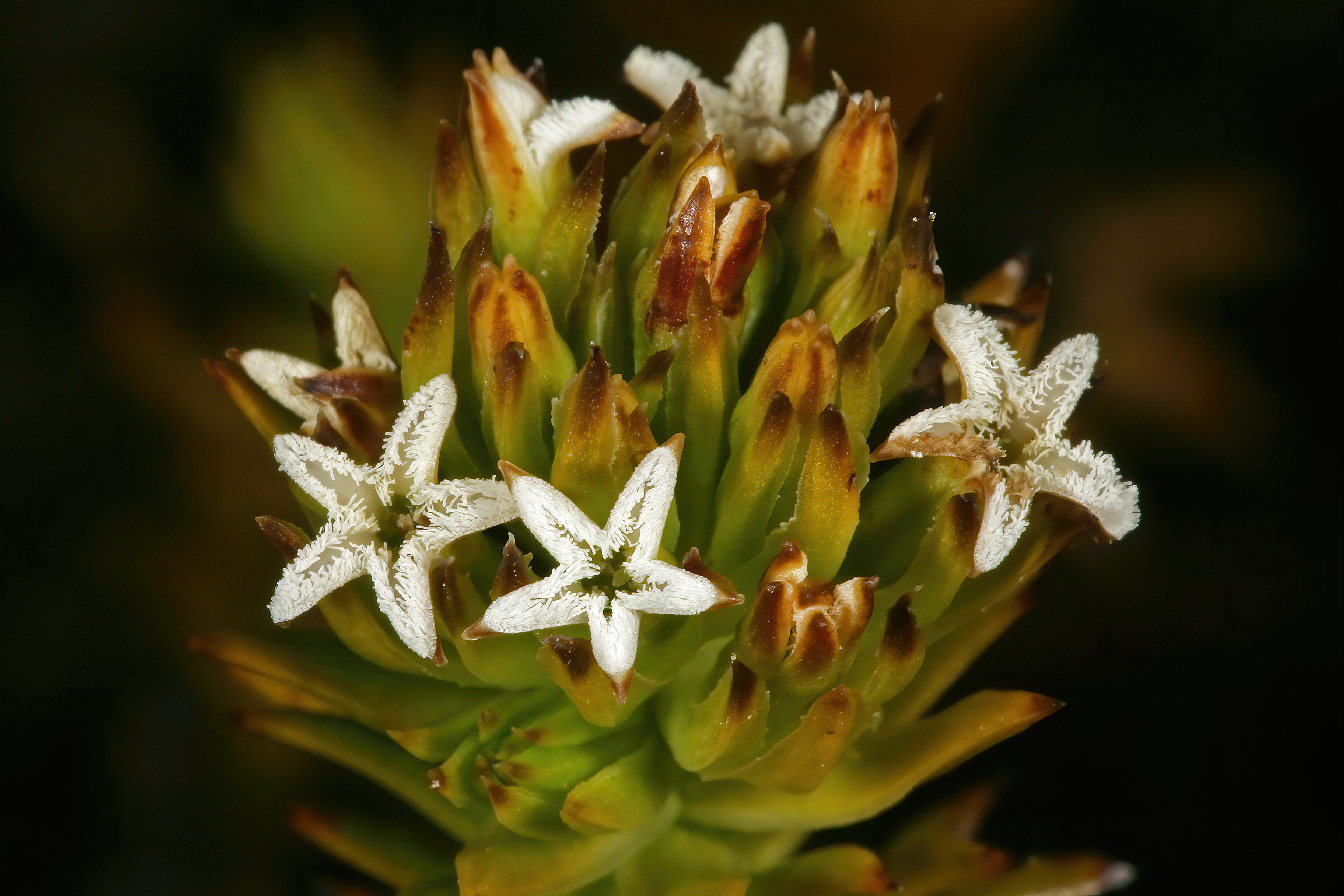
Thesium capitatum

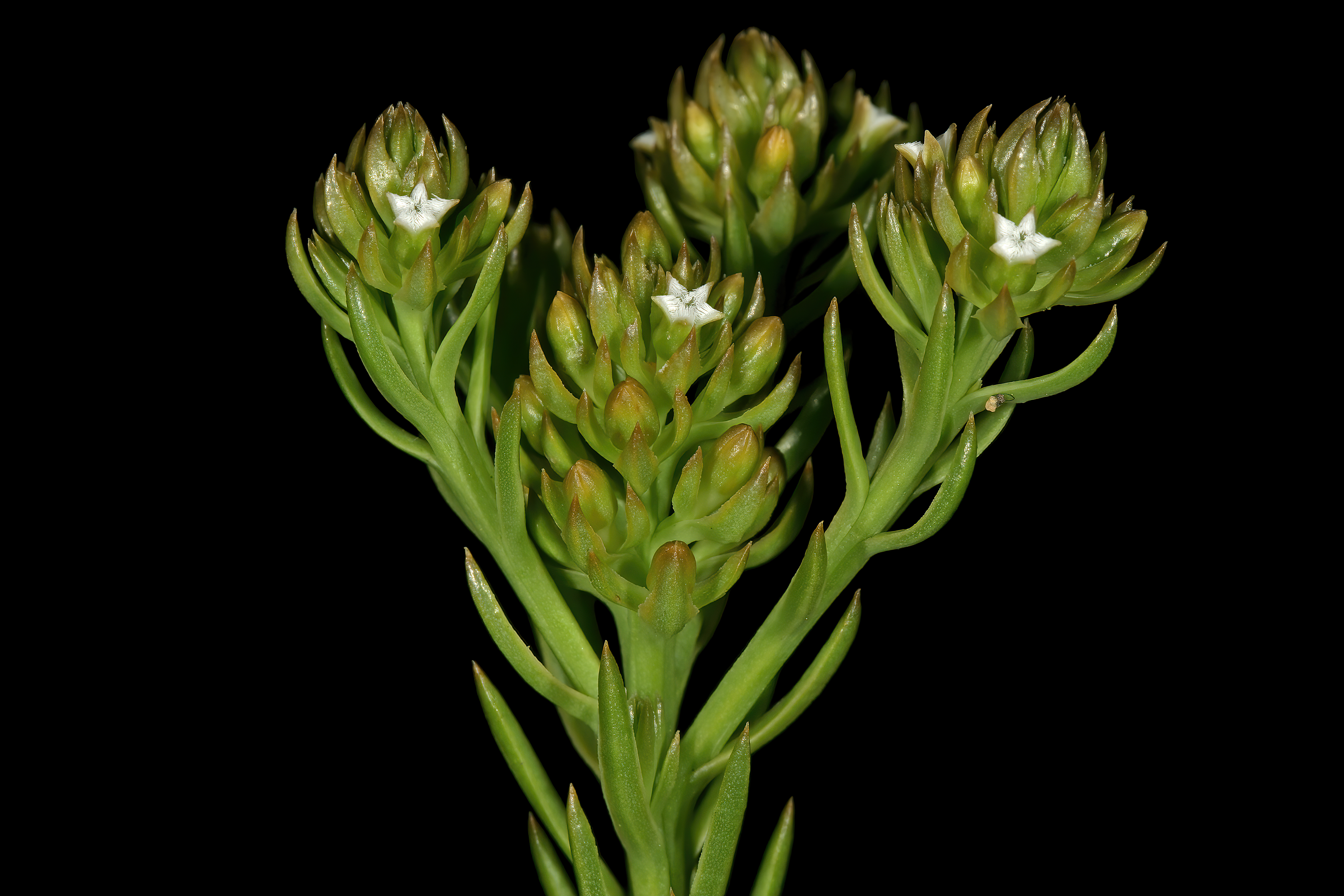
Thesium carinatum

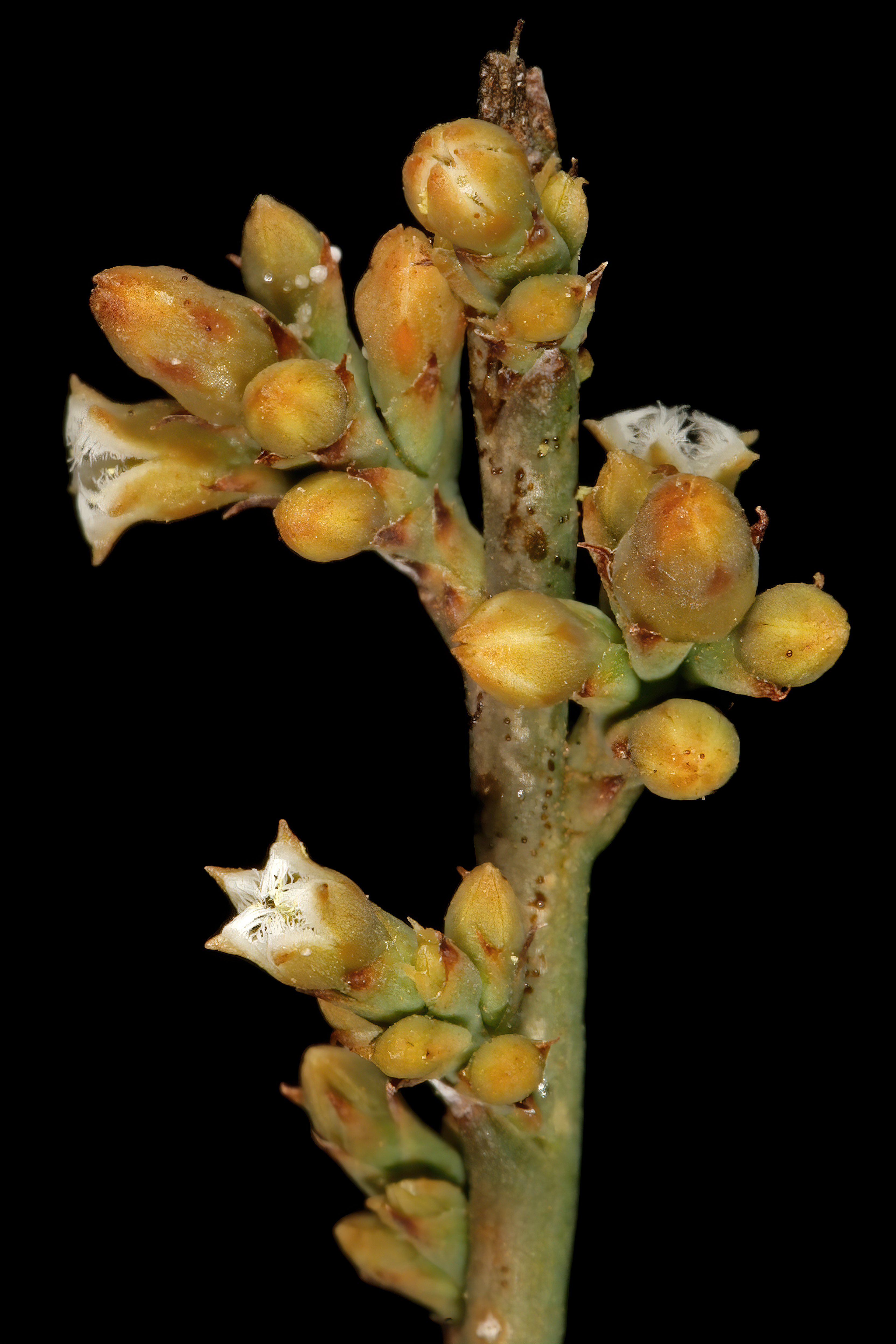
Thesium confine

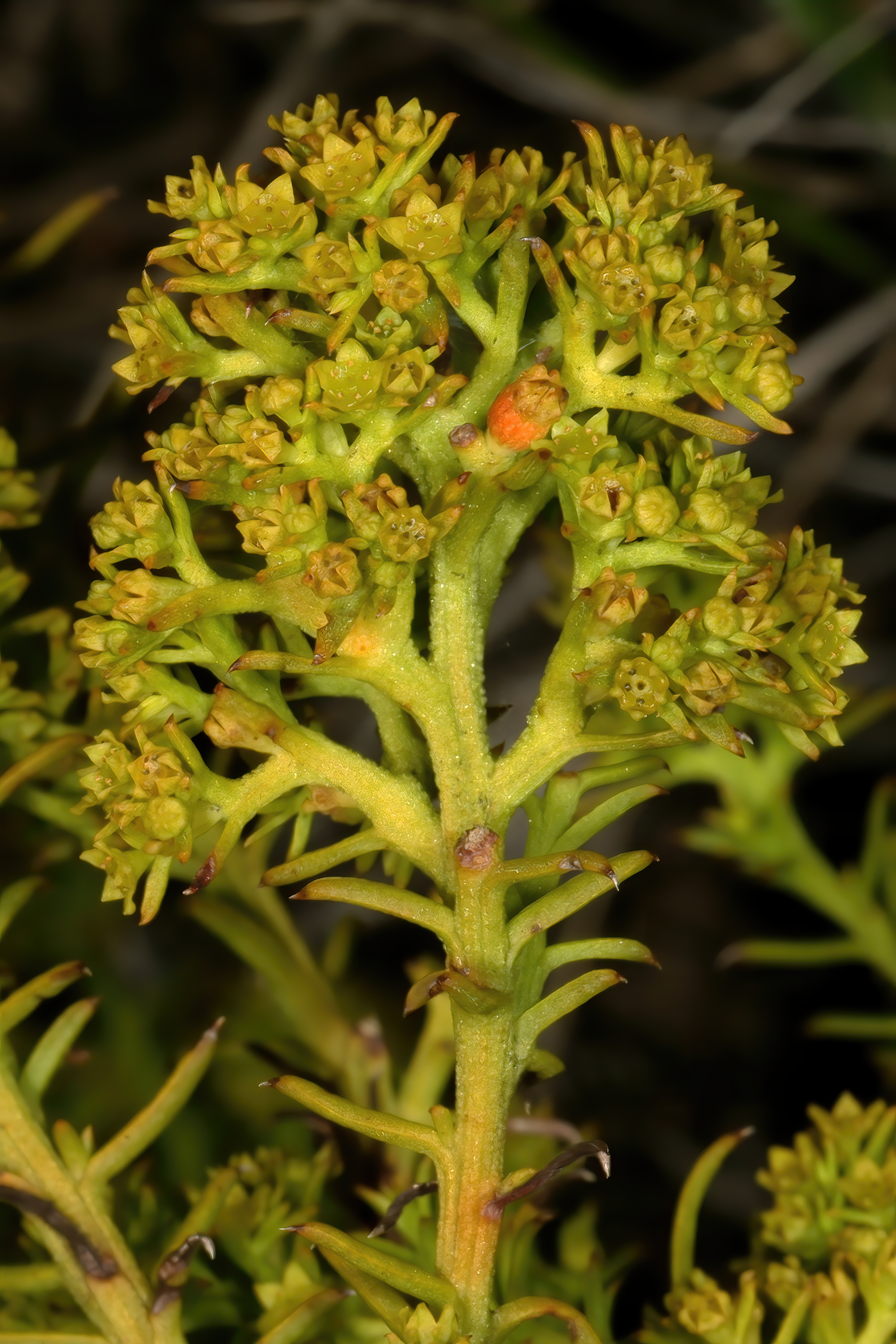
Thesium cupressoides

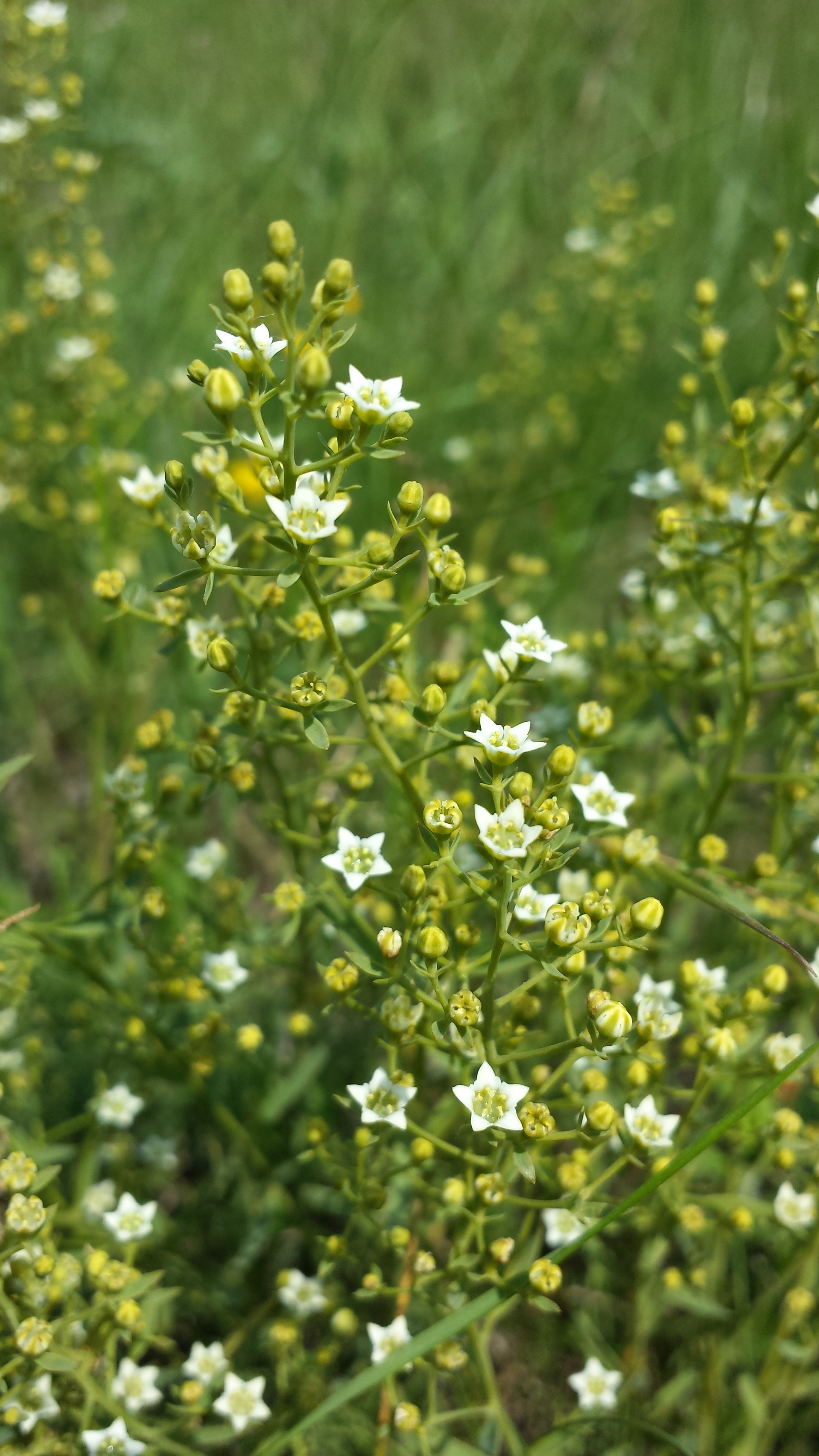
Leniec pospolity

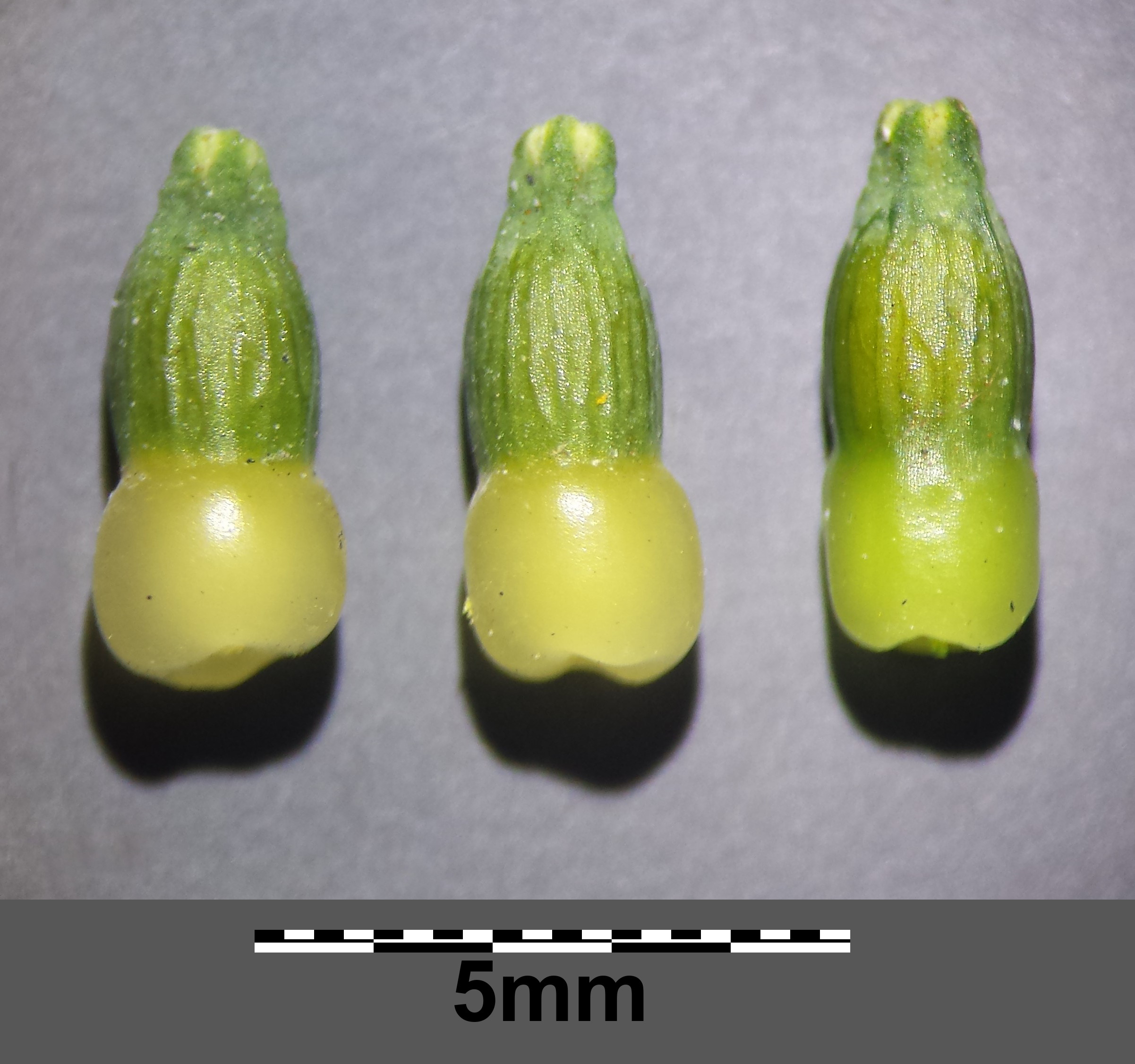
Owoce z elajosomem T. arvense

Rodzaj jest najbardziej zróżnicowanym gatunkowo przedstawicielem plemienia Thesieae w obrębie rodziny sandałowcowatych Santalaceae. W celu uczynienia z niego taksonu monofiletycznego włączono do niego tradycyjnie wyróżniane rodzaje Austroamericium, Chrysothesium, Kunkeliella i Thesidium. Grupa koronna rodzaju datowana jest na 39,1 ± 11,9 miliona lat temu. Główne klady w obrębie rodzaju wyewoluowały i migracja do z Afryki południowej do tropikalnej, a następnie Ameryki Południowej i Europy, nastąpiła w miocenie 25,5 ± 7,3 miliona lat temu.
Wykaz gatunków
- Thesium acuminatum A.W.Hill
- Thesium acutissimum A.DC.
- Thesium aellenianum Lawalrée
- Thesium affine Schltr.
- Thesium afghanicum Hendrych
- Thesium aggregatum A.W.Hill
- Thesium alatavicum Kar. & Kir.
- Thesium alatum Hilliard & B.L.Burtt
- Thesium albomontanum Compton
- Thesium alpinum L. – leniec alpejski
- Thesium amicorum Lawalrée
- Thesium angolense Pilg.
- Thesium angulosum A.DC.
- Thesium annulatum A.W.Hill
- Thesium annuum Lawalrée
- Thesium aphyllum Mart. ex A.DC.
- Thesium archeri Compton
- Thesium aristatum Schltr.
- Thesium asperifolium A.W.Hill
- Thesium aspermontanum Zhigila, Verboom & Muasya
- Thesium asterias A.W.Hill
- Thesium atrum A.W.Hill
- Thesium aureum Jaub. & Spach
- Thesium auriculatum Vandas
- Thesium australe R.Br.
- Thesium bangweolense R.E.Fr.
- Thesium basninianum Turcz.
- Thesium bathyschistum Schltr.
- Thesium bavarum Schrank – leniec górski
- Thesium bequaertii Robyns & Lawalrée
- Thesium bergeri Zucc.
- Thesium bertramii Azn.
- Thesium billardierei Boiss.
- Thesium boissierianum A.DC.
- Thesium bomiense C.Y.Wu & D.D.Tao
- Thesium brachyanthum A.W.Hill
- Thesium brachygyne Schltr.
- Thesium brachystylum A.W.Hill
- Thesium brasiliense A.DC.
- Thesium brevibarbatum Pilg.
- Thesium brevibracteatum Sumnev.
- Thesium breyeri N.E.Br.
- Thesium bundiense Hilliard
- Thesium caespitans (Ledeb.) Tzvelev
- Thesium canariense (Stearn) J.C.Manning & F.Forest
- Thesium capitatum L.
- Thesium capitellatum A.DC.
- Thesium capituliflorum Sond.
- Thesium carinatum A.DC.
- Thesium catalaunicum Pedrol & M.Laínz
- Thesium cathaicum Hendrych
- Thesium celatum N.E.Br.
- Thesium chimanimaniense Brenan
- Thesium chinense Turcz.
- Thesium cilicicum Hausskn. ex Bornm.
- Thesium cinereum A.W.Hill
- Thesium commutatum Sond.
- Thesium compressum Boiss. & Heldr.
- Thesium confine Sond.
- Thesium confusum J.C.Manning & F.Forest
- Thesium congestum R.A.Dyer
- Thesium conostylum Schltr.
- Thesium cornigerum A.W.Hill
- Thesium corsalpinum Hendrych
- Thesium costatum A.W.Hill
- Thesium crassipes Robyns & Lawalrée
- Thesium cupressoides A.W.Hill
- Thesium cymosum A.W.Hill
- Thesium cystoseiroides Baker
- Thesium cytisoides A.W.Hill
- Thesium davidsoniae Brenan
- Thesium decaryanum Cavaco & Keraudren
- Thesium decipiens Hilliard & B.L.Burtt
- Thesium densiflorum A.DC.
- Thesium densum N.E.Br.
- Thesium disciflorum A.W.Hill
- Thesium disparile N.E.Br.
- Thesium dissitiflorum Schltr.
- Thesium dissitum N.E.Br.
- Thesium divaricatum Jan ex Mert. & W.D.J.Koch
- Thesium diversifolium Sond.
- Thesium dmmagiae Zhigila, Verboom & Muasya
- Thesium dolichomeres Brenan
- Thesium dollineri Murb. ex Velen.
- Thesium doloense Pilg.
- Thesium durum Hilliard & B.L.Burtt
- Thesium ebracteatum Hayne – leniec bezpodkwiatkowy
- Thesium ecklonianum Sond.
- Thesium elatius Sond.
- Thesium emodi Hendrych
- Thesium equisetoides Welw. ex Hiern
- Thesium ericifolium A.DC.
- Thesium erythronicum Pamp.
- Thesium euphorbioides P.J.Bergius
- Thesium euphrasioides A.DC.
- Thesium exile N.E.Br.
- Thesium fallax Schltr.
- Thesium fanshawei Hilliard
- Thesium fastigiatum A.W.Hill
- Thesium ferganense Bobrov
- Thesium filipes A.W.Hill
- Thesium fimbriatum A.W.Hill
- Thesium flexuosum A.DC.
- Thesium foliosum A.DC.
- Thesium fragile L.f.
- Thesium frisea L.
- Thesium fruticosum A.W.Hill
- Thesium fruticulosum (A.W.Hill) J.C.Manning & F.Forest
- Thesium fulvum A.W.Hill
- Thesium funale L.
- Thesium fuscum A.W.Hill
- Thesium galioides A.DC.
- Thesium germainii Robyns & Lawalrée
- Thesium glaucescens A.W.Hill
- Thesium globosum A.DC.
- Thesium glomeratum A.W.Hill
- Thesium glomeruliflorum Sond.
- Thesium gnidiaceum A.DC.
- Thesium goetzeanum Engl.
- Thesium gontscharovii Bobrov
- Thesium gracilarioides A.W.Hill
- Thesium gracile A.W.Hill
- Thesium gracilentum N.E.Br.
- Thesium griseum Sond.
- Thesium gypsophiloides A.W.Hill
- Thesium hararensis A.G.Mill.
- Thesium helichrysoides A.W.Hill
- Thesium helodes Hilliard
- Thesium hillianum Compton
- Thesium himalense Royle ex Edgew.
- Thesium hirsutum A.W.Hill
- Thesium hirtum (Sond.) Zhigila, Verboom & Muasya
- Thesium hispanicum Hendrych
- Thesium hispidulum Lam.
- Thesium hispidum Schltr.
- Thesium hockii Robyns & Lawalrée
- Thesium hollandii Compton
- Thesium hookeri Hendrych
- Thesium horridum Pilg.
- Thesium humbertii Cavaco & Keraudren
- Thesium humifusum DC.
- Thesium humile Vahl
- Thesium hystricoides A.W.Hill
- Thesium hystrix A.W.Hill
- Thesium imbricatum Thunb.
- Thesium impeditum A.W.Hill
- Thesium impressum Steud. ex A.DC.
- Thesium infundibulare N.Visser & M.M.le Roux
- Thesium inhambanense Hilliard
- Thesium inonoense Hilliard
- Thesium inversum N.E.Br.
- Thesium italicum A.DC.
- Thesium jarmilae Hendrych
- Thesium jeaniae Brenan
- Thesium junceum Bernh.
- Thesium juncifolium A.DC.
- Thesium karooicum Compton
- Thesium katangense Robyns & Lawalrée
- Thesium kernerianum Simonk.
- Thesium kilimandscharicum Engl.
- Thesium kotschyanum Boiss.
- Thesium krymense Romo, Didukh & Borat.
- Thesium kyrnosum Hendrych
- Thesium lacinulatum A.W.Hill
- Thesium laetum Robyns & Lawalrée
- Thesium laxiflorum Trautv.
- Thesium leandrianum Cavaco & Keraudren
- Thesium leptocaule Sond.
- Thesium leptostachyum A.DC.
- Thesium lesliei N.E.Br.
- Thesium leucanthum Gilg
- Thesium lewallei Lawalrée
- Thesium libanoticum Ehrenb. ex A.DC.
- Thesium libericum Hepper & Keay
- Thesium linophyllon L. – leniec pospolity
- Thesium lisae-mariae Stauffer
- Thesium lisowskii Lawalrée
- Thesium litoreum Brenan
- Thesium lobelioides A.DC.
- Thesium longicaule Zhigila, Verboom & Muasya
- Thesium longiflorum Hand.-Mazz.
- Thesium longifolium Turcz.
- Thesium lopollense Hiern
- Thesium lycopodioides Gilg
- Thesium lynesii Robyns & Lawalrée
- Thesium macedonicum Hendrych
- Thesium macranthum Fenzl
- Thesium macrostachyum A.DC.
- Thesium madagascariense A.DC.
- Thesium magalismontanum Sond.
- Thesium magnifructum Hilliard
- Thesium malaissei Lawalrée
- Thesium manikense Robyns & Lawalrée
- Thesium maritimum C.A.Mey.
- Thesium masukense A.W.Hill
- Thesium matteii Chiov.
- Thesium mauritanicum Batt.
- Thesium maximiliani Schltr.
- Thesium megalocarpum A.W.Hill
- Thesium microcephalum A.W.Hill
- Thesium micromeria A.DC.
- Thesium microphyllum Robyns & Lawalrée
- Thesium micropogon A.DC.
- Thesium minkwitzianum B.Fedtsch.
- Thesium minus (A.W.Hill) J.C.Manning & F.Forest
- Thesium mukense A.W.Hill
- Thesium multicaule Ledeb.
- Thesium multiramulosum Pilg.
- Thesium myriocladum Baker ex A.W.Hill
- Thesium namaquense Schltr.
- Thesium natalense Sond.
- Thesium nationiae A.W.Hill
- Thesium nautimontanum M.A.García, Nickrent & Mucina
- Thesium neoprostratum Zhigila, Verboom & Muasya
- Thesium nigricans Rendle
- Thesium nigromontanum Sond.
- Thesium nigroperianthum Zhigila, Verboom & Muasya
- Thesium nudicaule A.W.Hill
- Thesium nutans Robyns & Lawalrée
- Thesium occidentale A.W.Hill
- Thesium oreogetum Hendrych
- Thesium oresigenum Compton
- Thesium orgadophilum P.C.Tam
- Thesium ovatifolium N.Lombard & M.M.le Roux
- Thesium pallidum A.DC.
- Thesium panganense Polhill
- Thesium paniculatum L.
- Thesium parnassi A.DC.
- Thesium paronychioides Sond.
- Thesium patersonae A.W.Hill
- Thesium patulum A.W.Hill
- Thesium pawlowskianum Lawalrée
- Thesium penicillatum A.W.Hill
- Thesium perrieri Cavaco & Keraudren
- Thesium phyllostachyum Sond.
- Thesium pilosum A.W.Hill
- Thesium pinifolium A.DC.
- Thesium pleuroloma A.W.Hill
- Thesium polycephalum Schltr.
- Thesium polygaloides A.W.Hill
- Thesium procerum N.E.Br.
- Thesium procumbens C.A.Mey.
- Thesium prostratum A.W.Hill
- Thesium pseudocystoseiroid es Cavaco & Keraudren
- Thesium pseudovirgatum Levyns
- Thesium psilotocladum Svent.
- Thesium psilotoides Hance
- Thesium pubescens A.DC.
- Thesium pungens A.W.Hill
- Thesium pycnanthum Schltr.
- Thesium pygmaeum Hilliard
- Thesium pyrenaicum Pourr. – leniec łąkowy
- Thesium quartzicola Zhigila, Verboom & Muasya
- Thesium quinqueflorum Sond.
- Thesium racemosum Bernh.
- Thesium radicans Hochst. ex A.Rich.
- Thesium ramosissimum Bobrov
- Thesium ramosoides Hendrych
- Thesium ramosum Hayne
- Thesium rariflorum Sond.
- Thesium rasum (A.W.Hill) N.E.Br.
- Thesium rectangulum Welw. ex Hiern
- Thesium reekmansii Lawalrée
- Thesium refractum C.A.Mey.
- Thesium remotebracteatum C.Y.Wu & D.D.Tao
- Thesium repandum A.W.Hill
- Thesium repens Ledeb.
- Thesium resedoides A.W.Hill
- Thesium resinifolium N.E.Br.
- Thesium retamoides (A.Santos) J.C.Manning & F.Forest
- Thesium rhizomatum Zhigila, Verboom & Muasya
- Thesium robynsii Lawalrée
- Thesium rostratum Mert. & W.D.J.Koch
- Thesium rufescens A.W.Hill
- Thesium rupestre Ledeb.
- Thesium sawae Zhigila, Verboom & Muasya
- Thesium saxatile Turcz.
- Thesium scabriflorum P.H.Davis
- Thesium scabrum L.
- Thesium schliebenii Pilg.
- Thesium schumannianum Schltr.
- Thesium schweinfurthii Engl.
- Thesium scirpoides A.W.Hill
- Thesium sedifolium (Kuntze) A.DC. ex Levyns
- Thesium selagineum A.DC.
- Thesium semotum N.E.Br.
- Thesium sertulariastrum A.W.Hill
- Thesium setulosum Robyns & Lawalrée
- Thesium singulare Hilliard
- Thesium sommieri Hendrych
- Thesium sonderianum Schltr.
- Thesium spartioides A.W.Hill
- Thesium spicatum L.
- Thesium spinosum L.f.
- Thesium spinulosum A.DC.
- Thesium squarrosum L.f.
- Thesium stelleroides Jaub. & Spach
- Thesium stirtonii Zhigila, Verboom & Muasya
- Thesium strictum P.J.Bergius
- Thesium stuhlmannii Engl.
- Thesium subaphyllum Engl.
- Thesium subnudum Sond.
- Thesium subsimile N.E.Br.
- Thesium subsucculentum (Kämmer) J.C.Manning & F.Forest
- Thesium susannae A.W.Hill
- Thesium symoensii Lawalrée
- Thesium szowitsii A.DC.
- Thesium tauricola Boiss. & Hausskn.
- Thesium tenuissimum Hook.f.
- Thesium tepuiense Steyerm.
- Thesium tetragonum A.W.Hill
- Thesium thamnus Robyns & Lawalrée
- Thesium thomsonii Hendrych
- Thesium tongolicum Hendrych
- Thesium translucens A.W.Hill
- Thesium transvaalense Schltr.
- Thesium triflorum L.f.
- Thesium triste A.W.Hill
- Thesium tuvense Krasnob.
- Thesium umbelliferum A.W.Hill
- Thesium unicaule Haines
- Thesium unyikense Engl.
- Thesium urceolatum A.W.Hill
- Thesium urundiense Robyns & Lawalrée
- Thesium ussanguense Engl.
- Thesium utile A.W.Hill
- Thesium vahrmeijeri Brenan
- Thesium vimineum Robyns & Lawalrée
- Thesium virens E.Mey. ex A.DC.
- Thesium virgatum Lam.
- Thesium viride A.W.Hill
- Thesium viridifolium Levyns
- Thesium vlachorum Aldén
- Thesium welwitschii Hiern
- Thesium whitehillense Compton
- Thesium whyteanum Rendle
- Thesium wightianum Wall. ex Wight
- Thesium wilczekianum Lawalrée
- Thesium xerophyticum A.W.Hill
- Thesium zeyheri A.DC.